# Кирилюк Василь Макарович
Василь Макарович Кирилюк (нар. 28 листопада 1924, Дермань Друга, Рівненська область — 30 грудня 2020, м. Рівне) — підпільник ОУН, вояк УПА.

## Життєпис
Закінчив польську семирічну школу в 1939 році, в 1941 році — два класи гімназії.
Відмовився їхати на роботу до Німеччини, 1942 року перейшов на нелегальне становище в ОУН, до юнацької сітки, котра займалась пошкодженням німецьких телефонних мереж, розвідкою та зв'язком між підрозділами.
В 1943 році залучений до розвідки УПА, його тереном був південь Рівненщини та Шумський район Тернопілля.
Брав участь в бою з німцями 30 травня 1943 року в с. Майдан Дубенського району та біля села Буща Здолбунівського району і села Точевики Острозького району в серпні того ж року. В липні 1943 року брав участь в захисті населення від совєцьких диверсійних загонів. Брав участь в боях із військами НКВД в квітні 1944 року біля сіл Данилівка Острозького району та Гурби. Вийшовши із оточення загонами НКВД, захищали населення від мародерів з НКВД на межі Рівненської, Хмельницької та Тернопільської областей. В серпні 1944 року був учасником рейдуючих загонів УПА на Хмельниччині.
Арештований в 1944 році. В грудні того ж року, разом з иньшими в'язнями, висланий до таборів Сибіру. Покарання відбував в концтаборах Воркути та Печори.
В 1949 році, після відбуття покарання, йому було дозволено повернутись на Рівненщину. Отримав середню освіту у вечірній школі Здолбунова, з 1953 по 1958 рік навчався в Одеському технологічному інституті на факультеті механіки, 1973 року заочно закінчив Московський інститут харчової промисловості. Від 1971 року працював на підприємствах харчової промисловості Рівного та області.
Голова Рівненської обласної організації «Братства вояків УПА» ім. Романа Шухевича.
Помер 30 грудня 2020 року в місті Рівне.

## Родина
1944 року рідного брата та родичів Василя закатували нквдисти, господарство — пограбували та спалили, родину ж, без суду та слідства, депортували.

## Нагороди
- Відзнака Рівненської міської ради «За заслуги перед містом»[3]
- Орден «За заслуги» ІІІ ступеня[4][5][6]